# História dos judeus na Tunísia
A história dos judeus na Tunísia se estendeu por quase dois mil anos e remonta à era púnica. A comunidade judaica na Tunísia é, sem dúvida, mais velha, cresceu após sucessivas ondas de imigração e proselitismo antes de seu desenvolvimento ser prejudicado por medidas antijudaicas no Império Bizantino. A comunidade anteriormente usava seu próprio dialeto árabe. Após a conquista muçulmana da Tunísia, o judaísmo tunisiano passou por períodos de relativa liberdade ou mesmo apogeu cultural para tempos de discriminação mais acentuada. A chegada de judeus expulsos da Península Ibérica, muitas vezes por Livorno, alterou profundamente o país. Sua situação econômica, social e cultural melhorou notavelmente com o advento do protetorado francês antes de ser comprometida durante a Segunda Guerra Mundial, com a ocupação do país pelo Eixo. A criação de Israel em 1948 provocou uma reação antissionista generalizada no mundo árabe, à qual se juntou agitação nacionalista, nacionalização de empresas, arabização da educação e de parte da administração. Os judeus deixaram a Tunísia em massa a partir da década de 1950 por causa dos problemas levantados e do clima hostil criado pela crise de Bizerte em 1961 e a Guerra dos Seis Dias em 1967. A população judaica da Tunísia, estimada em aproximadamente 105.000 pessoas em 1948, totalizava aproximadamente 2.000 pessoas em 2018,